# Cá cầu vồng
Họ Cá cầu vồng (Danh pháp khoa học: Melanotaeniidae) là một họ cá trong bộ cá Atheriniformes. Hiện nay, chúng là dòng cá được ưa chuộng trong bể thủy sinh, với những sắc màu cầu vồng bảy sắc đặc trưng.

## Các chi
- Cairnsichthys
- Chilatherina
- Glossolepis
- Iriatherina
- Melanotaenia
- Pelangia
- Rhadinocentrus

## Một số loài
- Melanotaenia trifasciata
- Chilatherina bleheri
- Melanotaenia boesemani
- Melanotaenia praecox
- Marosatherina ladigesi
- Pseudomugil furcatus
- Bedotia geayi
- Pseudomugil getrudae
- Melanotaenia maccullochi
- Glossolepis incisus
- Iriatherina werneri